# Pierre Bellemare
Pierre Lucien Henri Bellemare, mais conhecido como Pierre Bellemare (Boulogne-Billancourt, 21 de outubro de 1929 – Suresnes, 26 de maio de 2018), foi um escritor, radialista, cantor, contador de histórias, apresentador e produtor de televisão francês. É tio da atriz Catherine Hiegel.
Bellemare foi um pioneiro dos programas de rádio e TV em seu país como produtor e apresentador, tendo criado notadamente vinte e dois game shows para a televisão francesa, além de ter trabalhado na criação do clube de futebol Paris Saint-Germain, em 1970. Seus numerosos escritos (em particular, coleções de histórias verdadeiras), sua voz profunda e calorosa, seu talento como contador de histórias e suas inúmeras transmissões marcaram a paisagem audiovisual da França..

## Biografia

### Origens, juventude e formação
Seu pai, também chamado Pierre Bellemare, ao regressar da Primeira Guerra Mundial durante a qual foi prisioneiro, soube que a sua família, notável na Argélia, estava arruinada por ter investido toda a sua fortuna em empréstimos russos; amante da música e da poesia, lançou-se no comércio de livros antigos Sua mãe, Claudia Clément, era costureira em Montmartre.
O casal teve dois filhos, além de Pierre: Christiane, nascida em 1921 e vitimada por uma tuberculose fulminante em 1934, e Jacqueline (1919-1995), que tornou-se esposa do famoso radialista, produtor e crítico musical Pierre Hiegel (e mãe da atriz Catherine Hiegel).
Bellemare estudou nos tradicionais Collège Sainte-Barbe e École Alsacienne, em Paris.. Em 1940, então com 11 anos, presenciou do carro de seus pais, sentado no banco de trás ao lado de sua mãe e irmã, o êxodo em massa de franceses fugindo da invasão alemã na Segunda Guerra Mundial. 
Apesar de ter sido banido pelas forças de ocupação alemãs, em 1941 Pierre Bellemare juntou-se clandestinamente ao "Trente-huitième", uma tropa de escoteiros da sua paróquia, de Compagnons de Saint-Dominique. Católico, tornou-se profundamente marcado pelo escotismo, articulando com a resistência. Também foi requisitado, durante o verão de 1945, para acomodar os sobreviventes dos campos de concentração no Hotel Lutetia.
Ele tinha 17 anos quando sua mãe morreu de esclerose múltipla. Não obteve o bacharelado, mas precisava absolutamente encontrar um emprego para se casar com Micheline Grillon, a garota por quem se apaixonou no ensino médio.
Tornou-se, então, assistente de seu cunhado Pierre Hiegel, à época encarregado dos programas da Radio Service, uma empresa privada que produzia programas para a Radio Luxembourg. Este é o início de sua atração pelo mundo da mídia, onde agora queria fazer carreira. Um ano depois, em 1948, Hiegel o levou para a Radiodiffusion Française como técnico auxiliar. Ali, conheceu aquele que lançou sua carreira como apresentador de rádio e televisão: Jacques Antoine, então chefe do Serviço de Rádio e pai do clássico programa La Chasse aux Trésors. Em 1950, este lhe confiou a apresentação de um programa de rádio e, em 1954, de um game show televisivo, Télé Match.

### Carreira Profissional

#### Longevidade
Durante sua longa carreira, Pierre Bellemare atuou como apresentador e produtor, tanto em rádios quanto em televisão. passando por emissoras como RTF, ORTF, Antenne 2 (atual France 2), TF1, FR3, M6, RTL9, AB3, AB4, NT1, e canais a cabo.
Antes de sua morte, era o mais antigo apresentador de televisão francês ainda em atividade.

#### Radio
Introduzido como estagiário por seu cunhado Pierre Hiegel, em 1948, na Radio Service, Pierre Bellemare tornou-se um gerente, depois um radialista da Paris Inter. Sua primeira radionovela como técnico foi Le bonheur est pour demain (mesmo título de sua autobiografia lançada em 2011). Em 1951 criou, com Jacques Antoine e Jean-Jacques Vital, game shows como Cent francs per second e La Chose, para a Radio Luxembourg. Juntou-se a Europe 1 em 1955. 
Em 1955, Jacques Antoine, diretor da Radio Service, pediu-lhe que apresentasse na Europe 1, com Louis Merlin, o programa Vous êtes formidables, que propunha apelar à solidariedade dos ouvintes para ajudar os sem-teto. Ele também é o primeiro animador a chamar o público por telefone, na França. Em seguida, apresentou os sucessos Les Dossiers extraordinaires, Les Dossiers d'Interpol, Histoires vraies, entre outros.
Durante 17 anos, entre 1969 a 1986, produziu e organizou a sessão de 11-13 horas na Europe 1 com Déjeuner Show, La Corbeille, 20 millions cash e Le Sisco. Em 1976, foi brevemente nomeado vice-gerente geral da estação, mas desistiu depois de alguns meses e tornou-se apresentador e produtor novamente.
Ele também se tornou conhecido por suas habilidades de contar histórias "inusitadas” durante suas transmissões de rádio. Unindo forças com outros jornalistas ou escritores, incluindo Marie-Thérèse Cuny, na publicação de cerca de quarenta coleções de histórias extraordinárias: C’est arrivé un jour, Suspens, L'Année criminelle, Les Amants diaboliques, Les Dossiers d’Interpol, Histoires vraies, etc. Muitas dessas histórias são extraídas dos registros históricos da imprensa britânica, onde o gênero faz parte da tradição.
De 1992 a 2013, foi um dos integrantes do programa Les Grosses Têtes, de Philippe Bouvard na RTL, na TF1 (de 1992 a 1997, na primeira parte da noite) e Paris Première.
Em Setembro de 2009, retomou o seu papel de contador de histórias, na RTL, com uma emissão aos domingos das suas famosas histoires extraordinaires.
Após mais de duas décadas, deixou o Les Grosses Têtes, da RTL, e tornou-se, de 26 de Agosto de 2013 até 2015, colunista do programa de rádio Les pieds dans le plat, transmitido na Europe 1, apresentado por Cyril Hanouna ao lado de Valérie Bénaïm. 
Durante a temporada 2016-2017, apresentou a crônica Les histoires extraordinaires de Pierre Bellemare na France Bleu Périgord.
Em 20 de Dezembro de 2018, a Europe 1 inaugura um estúdio em sua homenagem, em suas novas instalações no 15º arrondissement de Paris.
Depois de retransmitir o programa Les Dossiers extraordinaires durante o verão de 2018, a Europe 1 continuou a transmitir este mesmo programa à noite à partir de 2019.

#### Televisão
Em 1954, Pierre Bellemare criou, com André Gillois e Jacques Antoine, um dos primeiros game shows da TV francesa, o Télé Match, que co-apresentou com Roger Couderc. A primeira transmissão do programa pela RTF se deu em 25 de outubro daquele ano.
Em 1957, após uma viagem aos Estados Unidos, importou o primeiro teleprompter a ser usado na França.
Em 1958, foi o primeiro apresentador-produtor a criar sua própria empresa.
Na década de 1960, uma dos quadros do Télé Match (que foi encerrado em Junho de 1961) tornou-se um programa por si só: La Tête et les Jambes, que tornou-se um dos jogos mais famosos e populares da televisão francesa. Roger Couderc cuidava das atualizações esportivas da atração. Com transmissão pela RTF e pela ORTF, foi ao ar em diversas versões: Champions, Pas une seconde à perdre e Cavalier seul. Encerrado em 1966, La Tête et les Jambes retornou à Antenne 2 em 1975, com Bellemare fazendo a apresentação até 1976.
Durante os anos 60 e 70, Bellemare continuou a transmitir jogos e programas de entretenimento, sendo um dos mais famosos deles La Caméra invisible, que ele criou com Jacques Rouland. Inspirado na sequência Gardez le sourire na Europe 1, em 1963, e adaptado do show americano Candid Camera, este humorístico, apresentado por Bellemare, Rouland, Jean Poiret, Pierre Tchernia e Jean-Paul Blondeau, com a participação de Jacques Legras, foi transmitido no segundo canal da ORTF à partir de 30 de abril de 1964, mudando-se para o primeiro canal do ORTF em 1º de janeiro de 1965. Foi encerrado depois de cerca de 50 episódios.
No primeiro canal da ORTF, apresentou o jogo Rien que la vérité, em 1971. De 1971 a 1972, apresentou Entrez… sans frapper, um programa que combinava jogos (como Ni oui ni non), desafios e variedades, com convidados famosos. Em 1975, apresentou outro game show, Pièces à conviction.
Em 1979, chegou ao canal TF1, onde apresentou programas em diferentes registros: em primeiro lugar, a revista C'est arrivé un jour. Enquanto Guy Lux fazia sucesso com seu Top Club na Antenne 2, TF1 lançou Les Paris de TF1, para competir com ele, em 1980. O programa composto por jogos e shows de variedades foi interrompido em 1981. Bellemare, então, apresentou Vous pouvez compter sur nous. De 1982 a 1983, comandou J'ai un secret,  aos domingos no horário de 19h30. Neste show, três convidados devem desvendar o segredo de um espectador por meio de perguntas e um filme.
De Setembro de 1984 a Junho de 1986, apresentou o programa Au nom de l'amour, no FR3, que permitia que as pessoas reencontrassem seus entes queridos.
Em 1987, considerado muito velho, deixou de ter compromissos na televisão e no rádio. Apesar disso, produziu Puisque vous êtes chez vous, duas horas de jogos e entretenimento, pela manhã, no TF1, para concorrer com Télématin e Matin Bonheur, na Antenne 2. Depois de apresentar alguns episódios, Danièle Gilbert sai da apresentação com a chegada da nova gestão que assumiu devido à privatização do canal. Inspirado no conceito americano de Home Shopping, criou o primeiro programa francês de televenda, Le Magazine de l'objet (que co-apresentou com Maryse Corson), no TF1. Um ano depois, em Novembro de 1988, o programa passa a se chamar Téléshopping. No mesmo ano, fundou a produtora Home Shopping Service.
Ainda em 1988, aproveitou o aparecimento da televisão privada para produzir programas equivalentes em outros canais: M6 Boutique, no canal M6, apresentado por seu filho Pierre Dhostel. Bellemare deixou o Téléshopping, juntamente seus co-apresentadores Maryse Corson e Grégory Frank, em Setembro de 1994. Laurent Cabrol e Catherine Falgayrac assumem. então, o comando do show. Em 1997, como ex-CEO da Home Shopping Service, foi condenado a uma multa de 50.000 francos por "publicidade falsa ou enganosa", por ostentar no programa de televendas M6 Boutique um creme emagrecedor. Ao apresentar o Club télé-achat, no Paris Première, em 1998, criou o primeiro canal francófono inteiramente dedicado ao televendas 24 horas ao dia: LTA, um canal transmitido da Bélgica. 
Entre 1992 e 1994, foi colunista regular do programa Coucou c'est nous!, apresentado por Christophe Dechavanne e Patrice Carmouze e transmitido em horário nobre no TF1. Ele conta suas histoires extraordinaires e participa de testes de objetos e de esquetes. 
Essa exposição na mídia permite que ele volte para a frente do palco. Colaborou assim em Studio Gabriel, de Michel Drucker, entre 1994 e 1996, no muito competitivo espaço pré-noturno.
Entre Maio de 1999 e maio de 2000, co-apresentou, com Noëlla Finzi, Les Bêtises de M. Pierre, um programa de entretenimento composto por erros de gravação, câmeras escondidas e gags de emissoras de todo o mundo, com convidados especiais, que ia ao ar na primeira parte da noite no France 3. O show contou com vários especiais, incluindo 50 ans de bêtises de M. Pierre (em tradução livre, "50 anos de travessuras do Sr. Pierre"), uma homenagem à carreira de Bellemare, transmitido em 21 de dezembro de 1999.
Em 2005, durante algumas semanas, Pierre Bellemare apresentou de segunda a sexta-feira, no France 3, das 13h55 às 15h, dois  docu-dramas: Histoires incroyables, seguida de Histoires mystérieuses. À partir de 4 de setembro daquele mesmo ano, e até 2006, apresentou Les Enquêtes impossibles, na RTL9, todos os sábados às 19h20; este programa apresentou diversos fatos e esquisitices. A sequência de Les Enquêtes impossibles foi transferida primeiro para NT1, depois para AB3 e AB4, para HD1 e, finalmente, para RTL9 .
Entre Setembro de 2009 e Junho de 2011, ele está presente, como árbitro, no game show En tous lettres, apresentado por Julien Courbet, na France 2.
Apresenta uma série de documentários sobre a Segunda Guerra Mundial, chamada Pierre Bellemare raconte... la Seconde Guerre mondiale, transmitida em 2013.
Em 14 de Abril de 2018, fez sua última aparição na televisão como apresentador do vigésimo quinto aniversário de Groland (um conjunto de programas de humor e entretenimento do Canal+ que giram em torno de um país fictício), no documentário Top 25 GRD.

#### Produtor
Em 1958, Pierre Bellemare fundou a produtora Tecipress (TV/cinema/imprensa), comprada pela M6 em 1996.
Em 1987, fundou a empresa Home Shopping Service, com Roland Kluger.
Por fim, em 1997, criou a produtora PBRT (Pierre Bellemare Radio Télévision).

### Vida Privada
Em 28 de Abril de 1951, Pierre Bellemare casou-se com Micheline Grillon (falecida em 11 de maio de 2013). Tiveram dois filhos: Françoise Louise Bellemare, advogada, e Pierre Dhostel, que seguiu a carreira do pai como apresentador de televisão..
Em 1960, conheceu Roselyne Bracchi, então com 18 anos (13 a menos que Bellemare), por quem se apaixonou, lavando uma vida dupla por mais de 10 anos, como conta em sua autobiografia Ma vie au fil des jours (novembro de 2016). Desta relação nasceu, em 1970, Maria-Pia Bellemare, que se tornou diretora de teatro. Em 1972, decide revelar a verdade para Micheline, que o expulsa da casa da família. Ele vai morar com Roselyne na Avenue de Breteuil. Após o divórcio ser oficializado, Pierre e Roselyne se casaram discretamente em 7 de julho de 1976. Em 1999, tornaram-se proprietários de uma palacete no Périgord.
Ele residia em Neuilly-sur-Seine e possuía duas casas na comuna de Vergt-de-Biron, perto de Monpazier, na Dordonha.

#### Morte

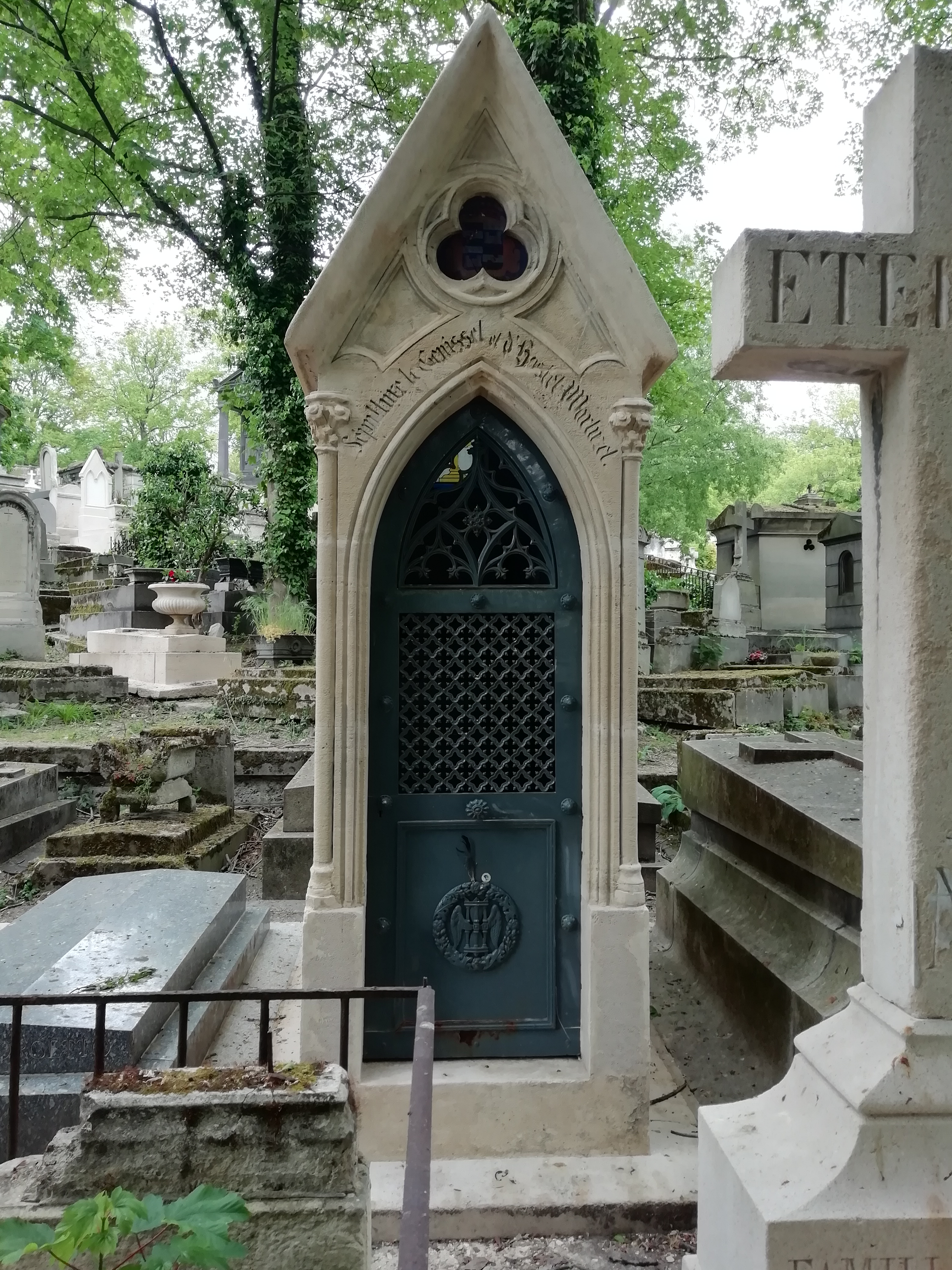
Tumba de Pierre Bellemare no Cemitério do Père-Lachaise

Em 2011, ele sofreu um ataque cardíaco. Os médicos descobrem que ele sofreu um acidente vascular cerebral, do qual mantém uma sequela: a perda da visão periférica à esquerda..
Veio a falecer em 26 de maio de 2018 no Hospital Foch, em Suresnes, aos 88 anos. Seu funeral se deu em 31 de maio na Igreja de Saint-Roch, em Paris, conhecida como "a paróquia dos artistas". Seu corpo foi cremado e suas cinzas depositadas na capela da família no Cemitério do Père-Lachaise.

## Compromisso com o PSG
Em 1970, Pierre Bellemare trabalhou diretamente na criação do clube de futebol Paris Saint-Germain, para o qual lançou uma campanha de angariação de fundos, através de uma transmissão especial de Vous êtes formidable, na Europe 1. Com efeito, nessa altura, a aproximação entre os clubes do Paris Football Club e do Stade Saint-Germain não se concretizou devido a múltiplos bloqueios.
Por iniciativa do então presidente da Europe 1 e futuro presidente do PSG, Guy Crescent, o apresentador usou seu programa para ouvir os conselhos dos parisienses e pedir doações. A sua iniciativa recebeu mais de 20.000 apoios do público e reuniu o equivalente a cerca de um milhão de francos, sendo Bellemare ajudado na sua tarefa por vários artistas presentes nos pontos de subscrição, como Enrico Macias ou Mireille Mathieu. Este sucesso inesperado levou à criação do clube alguns meses depois, com o Paris Football Club tornando-se o Paris Saint-Germain..
No dia do anúncio de sua morte, o PSG agradeceu em suas redes sociais, prestando homenagem a Pierre Bellemare, figura emblemática do rádio e da televisão, que muito participou do nascimento do clube em 1970.

## Sumário

### Literatura
Romance

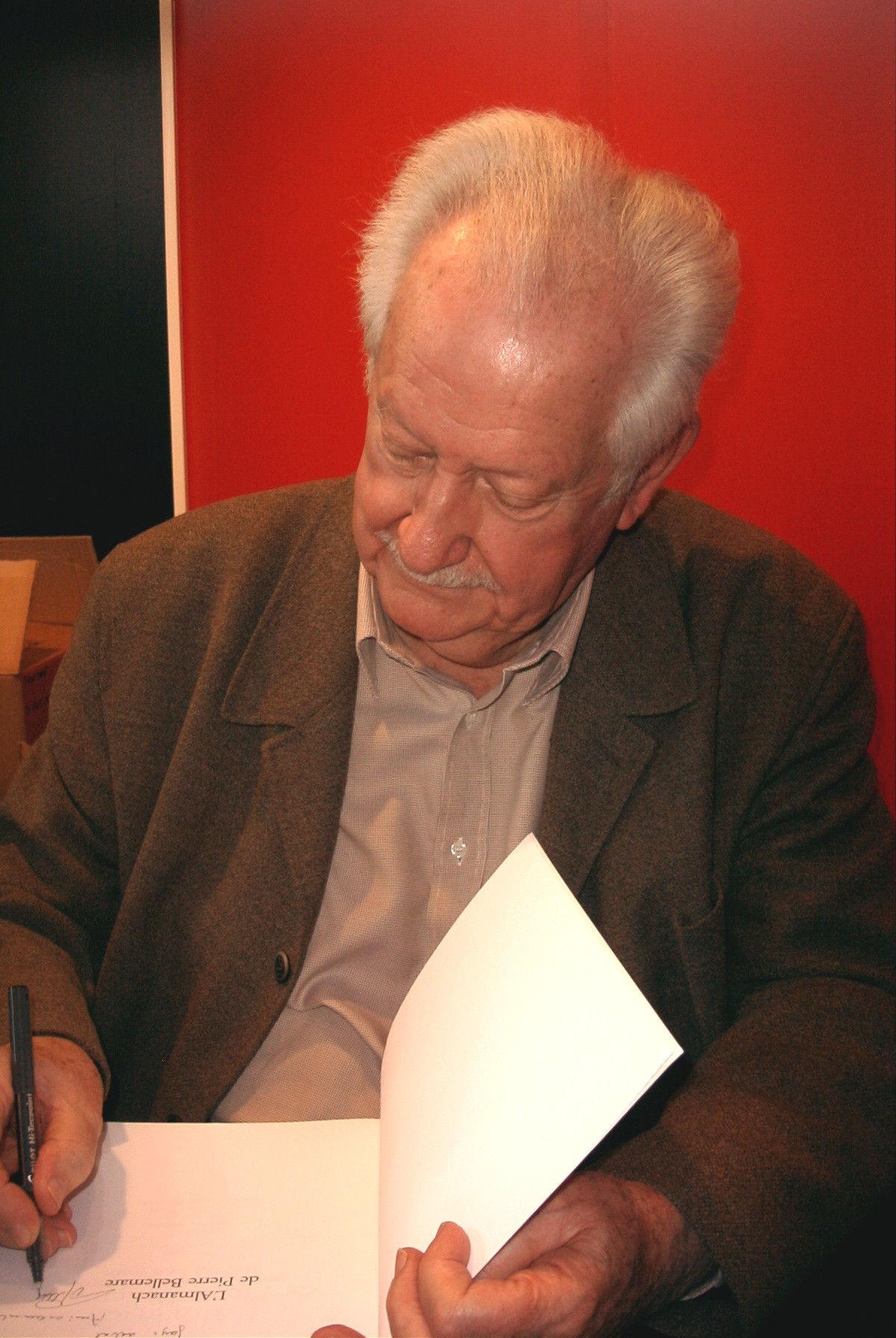
Pierre Bellemare no Salão do Livro de Paris, em 2007.

- La Fourmilière, com Grégory Frank (Éditions 1, 1987)
- Nul ne sait qui nous sommes, com Grégory Frank (Albin Michel, 2007)

Contos
- Histoire d'une petite vallée qui peut-être n'existe plus, com Jacques Floran (Stock/Éditions 1, 1978)
- Le bonheur est pour demain, souvenirs au long cours (Flammarion, 2011)

Autobiografia
- Ma vie au fil des jours (Flammarion, 2016)

Prefácios
- Jack l’éventreur, le secret de Mary Jane K., de Philippe R. Welté (Alban - 2006)
- André Claveau, ne m'oubliez pas, de Pierre-Yves Paris (ABM Editions - 2014)

Coletâneas de histórias reais
A maioria dos livros desta lista são colaborações com Marie-Thérèse Cuny ou Jean-François Nahmias; Pierre Bellemare não escreveu seus livros sozinho.
- Les Dossiers extraordinaires (Fayard, 1976)
- Les Nouveaux dossiers extraordinaires (Fayard, 1977)
- Les Aventuriers, (Fayard, 1978)
- Les Dossiers d'Interpol, vol. 1 (Éditions 1, 1979)
- Les Dossiers d'Interpol, vol. 2 (Éditions 1, 1979)
- C'est arrivé un jour vol.1 (Édition 1, 1980)
- C'est arrivé un jour vol.2 (Édition 1, 1980)
- Histoires vraies, vol. 1 (Éditions 1, 1981)
- Histoires vraies, vol. 2 (Éditions 1, 1982)
- Quand les femmes tuent (Éditions 1, 1983)
- Suspens vol.1 (Éditions 1, 1983)
- Suspens vol. 2 (Éditions 1, 1983)
- Les Grands crimes de l'Histoire (Éditions 1, 1984)
- Dossiers secrets (Éditions 1, 1984)
- Les Tueurs diaboliques (Éditions 1, 1985)
- Au nom de l'amour : 59 histoires de passion (Éditions 1, 1985)
- Les Assassins sont parmi nous (Éditions 1, 1986)
- Marqués par la gloire : 23 destins exceptionnels (Éditions 1, 1986)
- Histoires chocs (Éditions 1, 1987)
- Par tous les moyens : 38 histoires bouleversantes de sauvetages (Éditions 1, 1988)
- Les Crimes passionnels : 50 histoires vraies (TF1 éditions, 1989)
- Nuits d'angoisse : 50 histoires vraies (TF1 éditions, 1990)
- Les Dossiers incroyables (Éditions 1, 1990)
- La Peur derrière la porte (TF1 éditions, 1991)
- Crimes de sang (TF1 éditions, 1991)
- L'Année criminelle : les 80 histoires extraordinaires de l'année (TF1 éditions, 1992)
- L'Année criminelle 2 : les 80 histoires extraordinaires de l'année (TF1 éditions, 1993)
- Instinct mortel : 70 histoires vraies (Albin Michel-TF1 éditions, 1994)
- Les Génies de l'arnaque : 80 chefs-d'œuvre de l'escroquerie (Albin Michel, 1994)
- Instant crucial : les stupéfiants rendez-vous du hasard (Albin Michel, 1996)
- Issue fatale : 75 histoires extraordinaires (Albin Michel, 1996)
- Possession : l'étrange destin des choses (Albin Michel, 1996)
- Le Carrefour des angoisses - (Les Aventuriers du XXe siècle, tome 1): 60 récits où la vie ne tient qu'à un fil (Albin Michel, 1997)
- Ils ont vu l'au-delà - (Les Aventuriers du XXe siècle, tome 2): 60 histoires vraies et pourtant incroyables [37] (Albin Michel, 1997)
- Journées d'enfer (Les Aventuriers du XXe siècle, tome 3): 60 récits des tréfonds de l'horreur au sommet du sacrifice (Albin Michel, 1998)
- L'Enfant criminel (Albin Michel, 1998): 40 histórias sobre crianças e adolescentes criminosos.
- Les Amants diaboliques: 55 récits passionnément mortels (Albin Michel, 1999)
- L'Empreinte de la bête: 50 histoires où l'animal a le premier rôle (Albin Michel, 2000)
- Survivront-ils?: 45 suspenses où la vie se joue à pile ou face (Albin Michel, 2001)
- Je me vengerai: 40 rancunes mortelles (Albin Michel, 2001)
- Sans laisser d'adresse: enquête sur des disparitions et des réapparitions extraordinaires (Albin Michel, 2002)
- Destins sur ordonnance: 40 histoires où la médecine va du meilleur au pire (Albin Michel, 2003)
- Crimes dans la soie: 30 histoires de milliardaires assassins (Albin Michel, 2004)
- Les Enquêtes impossibles (investigações sobre diversos eventos estranhos, 2004)
- Ils ont osé: 40 exploits incroyables (Albin Michel, 2005)
- Complots: quand ils s'entendent pour tuer, com Jérôme Equer (Albin Michel, 2006)
- Mort ou vif: Les chasses à l'homme les plus extraordinaires, com Jean-François Nahmias (Albin Michel, 2007)
- 26 dossiers qui défient la raison, avec Gregory Frank (Albin Michel, 2008)
- La Terrible Vérité: 26 grandes énigmes de l'histoire enfin résolues (Albin Michel, 2008)
- Sur le fil du rasoir, avec Jérôme Equer (Albin Michel, 2009)
- Les Dossiers extraordinaires, tome 3 (Calmann-Levy, 2009)
- Com Jean-François Nahmias, Kidnappings - 25 rendez-vous avec l’angoisse, Albin Michel, Paris, 2010, 379 p., broché, 15,3 x 24cm ISBN 978-2-226-20613-8
- Ils ont marché sur la tête: 450 faits divers inouïs, impayables et désopilants (com Jérôme Equer), Albin Michel
- L'Enfer: 15 histoires au cœur des mafias et des sectes (Flammarion, 2011), com Jean-François Nahmias
- Incroyable! Le tour du monde de l'impossible (Flammarion, 2012)
- Enquête sur 25 trésors fabuleux (Flammarion, 2012), com Jean-François Nahmias
- Les Enquêtes impossibles: 25 crimes presque parfaits (Flammarion, 2013), com Jérôme Equer
- Derniers voyages (Flammarion 2013), com Jean-François Nahmias
- C'était impossible! Et pourtant... (Flammarion, 2014), com Grégory Frank
- Les Tueurs diaboliques (Calmann-Levy, 2015)
- Les Nouvelles Histoires extraordinaires de l'Histoire (First, 2015)
- Trahison (Flammarion, 2015), com Jean-François Nahmias
- Curieux objets, étranges histoires (Flammarion, 2016), com Véronique Le Guen
- Les Nouvelles Histoires extraordinaires de l'Histoire: Tome 2 (First, 2017)
- Criminelles: le mal au féminin - 36 histoires vraies de femmes tueuses à travers les siècles (First, 2017), com Jean-François Nahmias

Quadrinhos
- Pierre Bellemare raconte, desenhos de de Jacky Clech', P&T Production
  1. Histoires extraordinaires, 2009 ISBN 978-2-87265-446-8
  2. Histoires extraordinaires II: La Vengeance, 2010 ISBN 978-2-87265-490-1

Almanaques
- L'almanach de Pierre Bellemare 2005-2006 (2005)
- L'almanach de Pierre Bellemare 2006-2007 (2006)
- L'almanach de Pierre Bellemare 2007-2008 (Albin Michel, 2007)
- L'almanach de Pierre Bellemare 2010-2011 (Albin Michel, 2009)
- L'almanach de Pierre Bellemare 2016-2017 (Albin Michel, 2015)

Videogames
- Enigmatika (Answare diffusion, 1984)

Publicidade
- Cafés Maurice : com Pierre Tchernia e o grupo musical Les Frères Ennemis, a primeira campanha publicitária de uma marca de café na televisão francesa[38].

### Filmografia

#### Cinema
- 1959: Match contre la mort, de Claude Bernard-Aubert, roteiro de Pierre Bellemare e Claude Olivier : l'animateur
- 1964: Cherchez l'idole, de Michel Boisrond: ele mesmo
- 1968: Alexandre le bienheureux, de Yves Robert: ele mesmo (apresentador do game show Banco)
- 1995: Trois vies et une seule mort, de Raoul Ruiz: contador de histórias
- 2000: Le Battement d'ailes du papillon, de Laurent Firode: taxista
- 2005: Dernier Cri, curta-metragem de Grégory Morin: Max Pardy
- 2009: OSS 117: Rio ne répond plus, de Michel Hazanavicius: Armand Lesignac, superior da OSS 117
- 2010: Un crime hors de prix, de Quentin Lestienne, com base em seu trabalho
- 2011: Les Tuche, de Olivier Baroux: prefeito
- 2018: À Bientôt Pierre Bellemare, de Thomas Dresch e Florence Fourn: ele mesmo

#### Televisão
- 1978 : De mémoire d'homme, série de Maurice Frydland e Jacques Ertaud (2 episódios): investigador, narrador
- 2006 : Trois jeunes filles nues: Lord Cheston
- 2007 : Trois contes merveilleux: narrador
- 2015 : Plus belle la vie: ele mesmo

### Discografia
- 2011 : Les chansons de ma mémoire (Wagram Music)[39]
- 2016 : Ballades au fil du temps (MCA)

### Rádio

#### Europe 1
- 1956 - 1960  : Vous êtes formidable
- 1962 - 1963 : Riche sans le savoir
- 1969 - 1972 : Déjeuner Show
- 1974 - 1978 : Animation du jeu 20 millions cash
- 1974 - 1976 : Les Dossiers extraordinaires
- 1977 - 1978 : Les Aventuriers
- 1978 - 1980 : Les Dossiers d'Interpol
- 1978 - 1981 : animation du jeu Le Sisco
- 1980 - 1984 : Histoires vraies
- 1981 - 1982 : animation du jeu Le Tricolore
- 1982 - 1983 : animation du jeu Tous pour un
- 1983 - 1986 : animation du jeu La Grande Corbeille
- 1984 - 1985 : Au nom de l'amour
- 1985 - 1986 : Les assassins sont parmi nous
- 2013 - 2015 : Les Pieds dans le plat - cronista

#### Nostalgie
- 1994 - 1995 : Instant crucial

#### France Bleu
- 1996  : Libre Échange[40]
- 1996  : Méli-mélodies
- 2016 - 2017  : Les Histoires Extraordinaires de Pierre Bellemare[18] pela France Bleu Périgord

#### RTL
- 1956 - 1958 : La Chose
- 1959 - 1960 : Le Rouge et le Noir
- 1959 - 1960 : Le plus grand bonheur du monde
- 1959 - 1960 : Suspense
- ???? - ???? : Les Histoires vraies
- 1992 - 2013 : participações regulares em Les Grosses Têtes
- 2009 - 2010 : Les Incroyables Histoires de Pierre Bellemare

### Televisão
- 1954 - 1961 : Télé Match (RTF Télévision)
- 1960 - 1966 : La Tête et les Jambes, (RTF Télévision) (Canal principal da ORTF)
- 1962 - 1964 : Le Bon Numéro (RTF Télévision, Canal principal da ORTF)
- 1964 - 1966 : Champions (Canal principal da ORTF)
- 1964 - 1971 : La Caméra invisible (RTF Télévision 2, Segundo canal da ORTF, Primeiro canal da ORTF)
- 1966 - 1968 : Pas une seconde à perdre (Canal principal da ORTF)
- 1968 - 1970 : Cavalier seul (Canal principal da ORTF)
- 1971 : Rien que la vérité (Canal principal da ORTF)
- 1971 - 1972 : Entrez… sans frapper  (Segundo canal da ORTF)
- 1975 : Pièces à conviction (Antenne 2)
- 1975 - 1976 : La Tête et les Jambes (Antenne 2)
- 1979 - 1980 : C'est arrivé un jour (TF1)
- 1980 - 1981 : Les Paris de TF1 (TF1)
- 1981 - 1982 : Vous pouvez compter sur nous (TF1)
- 1982 - 1983 : J'ai un secret[41] (TF1)
- 1984 - 1986 : Au nom de l'amour (FR3)
- 1987 - 1988 : Le Magazine de l'objet (TF1)
- 1988 - 1994 : Téléshopping (TF1)
- 1992 - 1994 : Coucou c'est nous! (TF1) - cronista
- 1993 - 1994 : Faut pas pousser (Les pieds dans le plat, durante as primeiras transmissões)  (TF1)
- 1994 - 1996 : Studio Gabriel (FR2) - cronista
- 1999 - 2000 : Les Bêtises de M. Pierre (FR3)
- 2005 : Histoires incroyables de Pierre Bellemare ; Histoires mystérieuses de Pierre Bellemare (FR3)
- 2008 - 2016 : Les Enquêtes impossibles (NT1)
- 2009 - 2011 : En toutes lettres (FR2), apresentado por Julien Courbet) - árbitro do jogo
- 2013 : Pierre Bellemare raconte la Seconde Guerre mondiale (Toute l'Histoire)
- 2015 - 2017 : Les Enquêtes impossibles (HD1, então RTL9)

## Distinções

### Condecorações
- Chevalier de l'ordre du Mérite agricole (Cavaleiro do Mérito Agrícola) (2015)[42][43]
- Chevalier de l'ordre du Mérite maritime (Cavaleiro da Ordem do Mérito Marítimo) (1986)[44]

### Homenagens

#### Em arte
- Um busto de Pierre Bellemare foi feito pelo escultor Daniel Druet[45].

- Pierre Bellemare foi membro da Académie Alphonse-Allais.

#### Imitadores e Compositores
O imitador Laurent Gerra muitas vezes caricaturou Pierre Bellemare, principalmente fazendo pastiches do apresentador em seu programa de televendas Le Magazine de l'objet; Pierre Bellemare também parodiou a si mesmo, cumprindo voluntariamente o exercício em várias ocasiões · .
Les Nuls também parodiou Pierre Bellemare em seu programa TVN 595, caricaturando-o em uma televenda.